# Jacques Abardonado
Jacques Abardonado (Marseille, 27 mei 1978) is een Franse voetballer (verdediger) die sinds 2011 niet meer voetbalt.Eerder speelde hij onder andere voor Olympique Marseille en OGC Nice. Zijn neven, André-Pierre Gignac en Yohan Mollo, zijn ook voetballers.